# ماریا لوئیزا اسکوبار
ماریا لوئیسا گونزالس گرگیرنا د اسکوبار (موسوم به ماریا لوئیسا گونزالس گرگیرنا؛ به صورت هنری شناخته شده با نام ازدواج ماریا لوئیسا اسکوبار؛ همچنین ماریتزا گِرَسیرنا؛ زاده ۵ دسامبر ۱۹۰۳ والنسیا، فوت ۱۴ می ۱۹۸۵ کاراکاس) موسیقی‎دان، پیانیست، آهنگساز و کاریکاتور نگار اهل ونزوئلا بود که مدرسه هنری کاراکاس را در سال ۱۹۳۱ پدیدآورد. او همچنین به عنوان رئیس صلیب سرخ ونزوئلا خدمت کرده‌است (والنسیا، ۱۹۲۱؛ کاراکاس، 1922-23).

## سالهای اولیه و تحصیلات

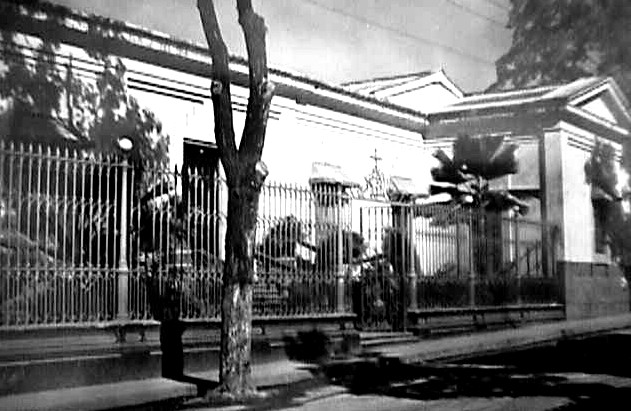
کالج د لوردس

ماریا لوئیسا گونزالس گرگیرنا دختر هنریک اول بود. گنزالس و مارینا گرگیرنا ی میخارز د گنزالس، در ۵ سالگی، وارد کالج "د لردس" شد و آنجا شروع به آموختن پیانو کرد. یک سال بعد، او اولین قطعه آهنگ خود به نام "Blanca, la niña Angélica" (بلانسا، دختری فرشته) را اجرا کرد. در هشت سالگی با خانواده اش به کوراسائو، آنتیل هلند، رفت و وارد مدرسه ولگلگن هابای شد، جایی که در آن انگلیسی و فرانسه آموخت و علاوه بر آن پیانو، ویولن و آهنگسازی را در سال ۱۹۱۷ به پایان رساند. سپس برای ادامه تحصیل در زمینهٔ پیانو و آهنگسازی و همچنین خوانندگی به پاریس رفت و زیر نظر جین راجر دوکاس و آرتور هونگر و شارل کوکلن آموزش دید.

## حرفه
وقتی به ونزوئلا برگشت، دو سال بعد، او با همکاری شاعر اولگا کاپریل و موسیقی دان و آهنگساز ویسنت لکونا در سال ۱۹۸۱، ۱۶ قطعه موسیقی نوشت. او با فردریکو ولف آلمانی ازدواج کرد و به شهر پورتو کابلو رفت. آن‌ها سه فرزند به نام والدمار و ایرما و ایوان داشتند ولی پس از آن طلاق گرفتند. او با ویولونیست و آهنگساز خوزه آنتونیو اسکوبار سالوزو (۱۸۷۷–۱۹۷۰) در کاراکاس ازدواج کرد. بعد این ازدواج، او پسر دیگری به نام تونی به دنیا آورد. در استدیویی در کاراکاس، برای یک کمپانی، موسیقی‌های «آلوندراس»، «مارادنتو»، «تو مالداد» و «انجل د میس سئونس» که نوشته خودش بود را ضبط کرد. در این آهنگ‌ها، نام او به احترام نام فامیلی مادرش در کاتالان، «ماریتزا گِرَسیرنا» گفته می‌شد.
به افتخار تلاش‌هایش به عنوان محقق، خواننده و آهنگساز و کمکش به نویسندگان و آهنگسازان دیگر، ماریا لوئیزا اسکوبار، جایزه جهانی موسیقی را در سال ۱۹۸۴ و چند ماه قبل از مرگش در سال ۱۹۸۵ گرفت.

## جوایز
- دیپلم افتخار، سالن دوم، طنزپرداز ونزوئلایی (رده کاریکاتور پرداز، ۱۹۳۱)

## آثار منتخب
- "Desesperanza"
- "Como la primera vez"
- "Vente con el alba"
- "Noches de luna de Altamira"
- "Contigo"
- "Orquídeas azules"
- "Luna de Camoruco"
- "La despedida"
- "Caribe"
- "La luz de mi ciudad"
- "El marinero"
- "No puedo olvidarte"
- "Canción de oro"
- "Sueño de Bolívar"
- "Paraguaná"
- "Curiana"
- "Orinoco"
- "Canción del aviador"
- "Siete lunas"
- "Siempre"
- "Aleluya"
- "Carnaval de candela"
- "Concierto sentimental",
- "Vals de concierto"
- "Petit suite"
- "Mi general Bolívar"
- "Diez canciones sentimentales"